# Warrin' Priests
Warrin' Priests, (titulado Guerra de Clérigos en Hispanoamérica y Guerra y Pastores en España), es un episodio de dos partes de la serie de televisión animada estadounidense Los Simpson. La primera parte es el decimonoveno episodio de la trigesimoprimera temporada y se emitió originalmente en la red Fox en Estados Unidos el 26 de abril de 2020, mientras que la segunda parte es el vigésimo episodio de la misma temporada, el cual se emitió el 3 de mayo del mismo año. Asimismo, el 2 de octubre se estrenó en Disney+. Ambas partes fueron estrenadas en Hispanoamérica el 1 de noviembre del mismo año, mientras que España las emitió en abierto en dos días seguidos, el 1 y el 2 de julio de 2021. El título "Warrin' Priests" "se refiere a Guerra y paz por Leo Tolstoi. [1] Esto marca el tercer episodio de dos partes de la serie en general después de "Who Shot Mr. Burns?" de la sexta y séptima temporada y "The Great Phatsby" de la vigesimoctava temporada.
Ambas partes fueron escritas por Pete Holmes ; la primera parte fue dirigida por Bob Anderson y la segunda parte por Matthew Nastuk. Holmes es la estrella invitada como el predicador Bode Wright en ambas partes.

## Argumento

### Primera parte
La Primera Iglesia de Springfield está casi vacía cuando comienza el servicio, e incluso el coro llega tarde. El reverendo Lovejoy intenta sin éxito involucrar a la congregación. Mientras tanto, un joven llamado Bode Wright aparece en Springfield para solicitar el puesto de ministro de juventud después de ver un anuncio publicado por Helen Lovejoy. Bode consigue el trabajo después de una breve entrevista, con Helen ofreciendo dejarlo quedarse con ellos, para molestia del reverendo Lovejoy. 
El próximo servicio religioso, Lovejoy pierde su voz por completo. Bode Wright asume el cargo de pastor para el servicio y demuestra un éxito con todos, incluido Homer, cantando " Amazing Grace " e involucrando a la congregación, aunque a Ned Flanders no le gustan sus métodos modernos. A medida que los servicios continúan, más y más personas acuden a la iglesia. lo que lleva a la ciudad a un avivamiento religioso en toda regla, con muchas personas volviendo a la religión. Homer incluso comienza a amar la iglesia. Lisa y Bode se unen por ser vegetarianos, ciencia, budismo y jazz. 
El consejo de la iglesia vota para reemplazar Lovejoy con Bode. Lovejoy y Helen luego deciden ir a Míchigan para desenterrar algo de tierra en Bode. Mientras tanto, Homer y Marge van a Bode para obtener asesoramiento matrimonial, y Bode los ayuda de inmediato. Más tarde ese día, Lisa va a ver a Bode para meditar con él. Lisa le dice a Bode que él ha llevado a la ciudad a un renacimiento religioso en toda regla, con muchas personas volviendo a la religión. Mientras tanto, en Traverse City, Míchigan, el reverendo Lovejoy logra encontrar un artículo periodístico que podría ser la caída de Bode. 

### Segunda parte
Bode Wright, el nuevo ministro de la Primera Iglesia de Springfield, trae multitudes récord a la iglesia, con sus nuevas ideas y buena apariencia. Bode intenta incorporar otras religiones, mientras que Ned está decepcionado y extraña las viejas costumbres. Lisa descubre que las enseñanzas del nuevo ministro ayudan a reconciliarla con la iglesia, aunque Marge le advierte que Springfield ha sido tradicionalmente hostil a las nuevas ideas. Ned desafía a Bode a un debate bíblico y pierde. 
Mientras tanto, en Míchigan, el reverendo Lovejoy y Helen visitan la Megaiglesia Blessed Buy, donde Bode fue despedida. Lovejoy pregunta por Bode y el predicador les presenta una unidad USB con pruebas de Bode. 
Durante la ceremonia en la iglesia, Lovejoy regresa anunciando lo que encontró en Míchigan: la razón por la que Bode fue despedido, fue que cuando era ministro de 19 años, quemó una Biblia durante un servicio religioso. El próximo martes, Lisa presenta el debate entre los dos sacerdotes, pero los Springfielders no perdonan al nuevo ministro y Bode renuncia.
La familia Simpson lo invita a cenar, y Lisa luego le pregunta en la iglesia la razón por la que quemó la Biblia. Él dice que Dios está en el corazón, no en una catedral o un libro, pero Lisa le dice que la gente de la ciudad no entiende el subtexto. Bode tristemente deja Springfield. [3]

## Recepción
Warrin' Priests tuvo una recepción demasiado mixtas por parte de lo fanáticos, críticos y el público, por un lado elogiaron la animación y la actuación vocal de Pete Holmes, pero criticaron negativamente la historia ya reciclada de la serie y su duración extendida de dos partes.
Dennis Perkins de The AV Club le dio a la primera parte del episodio una B +, afirmando que "el propio Holmes interpreta a Bode, el joven pastor que toca la guitarra y que ha venido a Springfield a instancias del reverendo Lovejoy (de los sermones interminablemente somnolientos y la moralización defensiva), pero su esposa Helen. (Puso un anuncio de ayuda en la "Lista de Cristo". ) ". [4]
Tony Sokol de Den of Geek le dio a la Parte Dos un 4 de 5, afirmando que '' Warrin 'Priests' es una parábola. Springfield es Estados Unidos. La mayoría de las personas están tan desesperadas por el cambio como le temen desesperadamente. El episodio es un testimonio de los Simpson de forma más larga. La serie se vuelve más aventurera, permite más atención a los detalles, desarrolla personalidades de apoyo y aumenta la tensión. Casi parecía que este episodio podría haber usado otro segmento completo ". [5]